# ヒルデ・コネツニ
ヒルデ・コネツニ（Hilde Konetzni, 1905年3月21日 - 1980年4月20日）は、オーストリア出身のソプラノ歌手。
ウィーンの生まれ。生地の音楽院でルドルフ・ニリウス、プラハでリュドミラ・プロハスカ＝ノイマンの薫陶を受け、1929年にケムニッツでリヒャルト・ワーグナーの『ワルキューレ』でジークリンデ役を歌ってデビューを飾った。1932年から1938年までプラハの歌劇場に出演し、1936年にはウィーン国立歌劇場とパリ・オペラ座に出演した。1938年から翌年までコヴェントガーデン王立歌劇場に客演し、1947年および1955年にも同歌劇場に客演している。1949年にはコロン劇場でリヒャルト・シュトラウスの『影のない女』やモーツァルトの『ドン・ジョヴァンニ』などに出演した。1950年にはミラノ・スカラ座に出演した。
1970年代まで歌手活動を続け、ウィーンで没した。

## 出演オペラ
- 『ワルキューレ』ジークリンデ
- 『フィデリオ』レオノーレ[3]
- 『ばらの騎士』元帥夫人[4]
- 『エレクトラ』クリュソテミス[5]
- 『ドン・カルロ』エリーザベト（エリザベッタ）[6]
- 『ローエングリン』エルザ[7]
- 『オベロン』レーツィア[8]
- 『さまよえるオランダ人』ゼンタ[9]、マリー[10]
- 『仮面舞踏会』アメーリア[11]
- 『トーリードのイフィジェニー』イフィジェニー[12]
- 『イル・トロヴァトーレ』レオノーラ[13]
- 『影のない女』皇后[14]
- 『フィガロの結婚』伯爵夫人[15]
- 『ホフマン物語』ジュリエッタ[16]
- 『オテロ』デズデーモナ[17]
- 『スペードの女王』リーザ[18]
- 『タンホイザー』エリーザベト[19]
- 『ドン・ジョヴァンニ』ドンナ・エルヴィーラ[20]
- 『イーゴリ公』ヤロスラーヴナ[21]